# Griboyedov
Griboyedov (en arménien Գրիբոյեդով ; jusqu'en 1978 Aralikh Kyolanlu) est une communauté rurale du marz d'Armavir, en Arménie. Elle compte 1 991 habitants en 2009.